# 交換學生
交換學生，或稱交換生、交流生，與留學生類似，但可以由本國學校配合對方的標準進行遴選，通過徵選後外派至不同國家或地區的學校，交換到對方國家或地區學校就讀的優秀學生（通常是簽訂了姐妹校協議的每年都會固定派員額），雙方交換學習各國精神以及體驗當地文化，但是並非要將課程完整讀完的學生，通常交換時間為期半年至一年居多，返回原校後仍須將課程、學分修習完畢才可畢業，一些學校會互相承認交換生在對方學校所修習的課程、學分。

## 相關
- 大陸交換生
- 伊拉斯謨計劃
- 伊拉斯莫斯世界計劃
- 亞太大學交流會
- 訪問學者
- 留學生